# Sonic the Hedgehog (serial animowany)
Jeż Sonic (ang. Sonic the Hedgehog) – amerykański animowany serial telewizyjny stworzony przez DIC Entertainment na podstawie serii gier wideo z serii Sonic the Hedgehog na konsolę Sega Mega Drive.
Pierwotnie emitowany od 18 września 1993 do 3 grudnia 1994 roku na kanale ABC. Średni czas trwania jednego odcinka to 20 minut. Łącznie ukazało się 26 odcinków (dwa sezony). Serial oryginalnie nosi nazwę „Sonic the Hedgehog”, jednak, ze względu na porę oryginalnej emisji w sobotę rano, fani serialu nadali mu nieoficjalny przydomek „SatAM” („sobotnioporanny”), by móc go odróżniać od innych seriali.
Fabuła serialu toczy się na planecie Mobius w 33. wieku. Niegdyś spokojne Mobotropolis zostało przejęte przez złego doktora Robotnika, który zaczął zmieniać wszystkich mieszkańców w roboty. Jednak wielu mieszkańcom udało się uciec do Sękowej Wioski  położonej w Wielkim Lesie, by się ukryć przed armią Robotnika. Tam utworzyli oni grupę o nazwie „Wojownicy Wolności”, której celem jest odzyskanie planety i zakończenie rządów Robotnika. W skład tej grupy wchodzą: Księżniczka Sally, Bunnie Rabbot, Antoine, Rotor oraz Jeż Sonic.

## Postacie
- Jeż Sonic -  niebieski jeż, który potrafi poruszać się z prędkością ponaddźwiękową. Jest odważny, postawny, sprytny i altruistyczny. Zawsze pierwszy rwie się do walki. Jego ulubionym przysmakiem są chili-dogi.
- Księżniczka Sally - liderka i strateg Wojowników Wolności, niezwykle inteligentna i ostrożna. Potajemnie kocha się w Sonicu.
- Tails - mały dwuogonowy lisek, który lubi często towarzyszyć Sonicowi w misjach. Ze względu na swój młody wiek, nie może zbytnio uczestniczyć w misjach, więc zostaje w wiosce na straży.
- Antoine - tchórzliwy, zarozumiały kojot z francuskim akcentem, często konkuruje z Sonikiem o względy księżniczki Sally.
- Bunnie Rabbot - króliczka ze zrobotyzowanymi kończynami, które są wynikiem przerwania procesu jej robotyzacji w przeszłości. Dzięki zrobotyzowanym kończynom zyskała super-siłę, choć mimo to nadal marzy, żeby znów być normalną. Mówi z południowym akcentem.
- Rotor - mors, mechanik, który tworzy niezawodne wynalazki, które potem często przydają się Wojownikom Wolności w czasie misji.
- Nicole - wysoce zaawansowana sztuczna inteligencja zawarta w małym, przenośnym komputerze, której Sally używa do analiz i hakowania maszyn Robotnika.
- Doktor Julian Robotnik - błyskotliwy aczkolwiek bezduszny władca pragnący otoczyć całą planetę swoją maszynerią i zrobotyzowanymi poddanymi. Jego plany ciągle są niweczone przez Jeża Sonica, jego zaprzysiężonego wroga. Ma w posiadaniu całą armię lojalnych SWATbotów.
- Snively - siostrzeniec Robotnika i jego pomagier. Bardzo często jest traktowany jak pomiot przez Robotnika, dlatego gardzi swoim wujkiem i zawsze knuje za jego plecami, marząc by samemu przejąć władzę zamiast niego.
- Dulcy - smoczyca, która dołącza do Wojowników Wolności w drugim sezonie. Ma skrzydła, dzięki którym potrafi latać, choć nigdy jej nie wychodzi lądowanie. Jej potężne płuca pozwalają zamrażać przeciwników jednym dmuchem. Umie też zionąć ogniem z nosa.
- Sir Jeż Charles (Wujek Chuck) – jest wujkiem Sonica i tak samo jak on jest niebieskim jeżem. Opiekował się nim w dzieciństwie. Stworzył Robotyzer, maszynę zamieniającą istoty żywe w roboty, gdyż chciał przedłużyć życie starych i schorowanych. Jego wynalazek został skradziony przez Doktora Robotnika, który zamienił w roboty większość mieszkańców Mobotropolis, w tym również samego Charlesa.
- Król - ojciec Sally i prawowity król mieszkańców Mobotropolis. W przeszłości mianował Robotnika dowódcą wojskowym za jego poczynania w czasie Wielkiej Wojny, lecz ten go zdradził i uwięził w Próżni w celu przejęcia władzy.
- Naugus - potężny czarodziej, dawniej mentor Robotnika. Nienawidzi Robotnika za jego zdradę i uwiezięnie go w Próżni w czasie Wielkiej Wojny. Nie pragnie niczego bardziej niż patrzenie na cierpienie Robotnika.

## Spis odcinków
| N/o            | Polski tytuł | Angielski tytuł              |
| -------------- | ------------ | ---------------------------- |
|                |              |                              |
| SERIA PIERWSZA |              |                              |
|                |              |                              |
| 01             |              | Heads or Tails               |
|                |              |                              |
| 02             |              | Sonic Boom                   |
|                |              |                              |
| 03             |              | Sonic and Sally              |
|                |              |                              |
| 04             |              | Ultra Sonic                  |
|                |              |                              |
| 05             |              | Sonic and the Secret Scrolls |
|                |              |                              |
| 06             |              | Super Sonic                  |
|                |              |                              |
| 07             |              | Sonic Racer                  |
|                |              |                              |
| 08             |              | Harmonic Sonic               |
|                |              |                              |
| 09             |              | Hooked on Sonics             |
|                |              |                              |
| 10             |              | Sonic's Nightmare            |
|                |              |                              |
| 11             |              | Warp Sonic                   |
|                |              |                              |
| 12             |              | Sub-Sonic                    |
|                |              |                              |
| 13             |              | Sonic Past Cool              |
|                |              |                              |
| SERIA DRUGA    |              |                              |
|                |              |                              |
| 14             |              | Sonic Conversion             |
|                |              |                              |
| 15             |              | Game Guy                     |
|                |              |                              |
| 16             |              | No Brainer                   |
|                |              |                              |
| 17             |              | Blast to the Past            |
| 18             |              | Blast to the Past            |
|                |              |                              |
| 19             |              | Fed Up with Antoine          |
| 19             | Ghost Busted |                              |
|                |              |                              |
| 20             |              | Dulcy                        |
|                |              |                              |
| 21             |              | The Void                     |
|                |              |                              |
| 22             |              | The Odd Couple               |
| 22             | Ro-Becca     |                              |
|                |              |                              |
| 23             |              | Cry of the Wolf              |
|                |              |                              |
| 24             |              | Drood Henge                  |
|                |              |                              |
| 25             |              | Spyhog                       |
|                |              |                              |
| 26             |              | The Doomsday Project         |
|                |              |                              |